# Ориоло
Ориоло (итал. Oriolo) — коммуна в Италии, располагается в регионе Калабрия, подчиняется административному центру Козенца.
Население составляет 2885 человек, плотность населения составляет 35 чел./км². Занимает площадь 83 км². Почтовый индекс — 87073. Телефонный код — 0981.
Покровителем коммуны почитается святой Георгий, празднование 23 апреля.